# San Varese
San Varese (ufficialmente "Sanvarese") è una frazione del comune italiano di Torre d'Isola.

## Storia
Il piccolo centro agricolo di San Varese fu indicato nel 1644 come appartenente alla Campagna Soprana del Principato di Pavia.
Con la suddivisione della Lombardia austriaca in province (1786) San Varese fu assegnata alla provincia di Pavia.
In età napoleonica San Varese appartenne all'effimero dipartimento del Ticino, con capoluogo Pavia, e allo scioglimento di questo al dipartimento d'Olona, con capoluogo Milano. Con la costituzione del Regno Lombardo-Veneto (1815) San Varese fu assegnata alla provincia di Pavia.
All'Unità d'Italia (1861) il comune contava 214 abitanti. Nel 1871 il comune di San Varese fu aggregato a quello di Torre d'Isola.